# Staromișciîna, Pidvolociîsk
Staromișciîna (în ucraineană Староміщина) este o comună în raionul Pidvolociîsk, regiunea Ternopil, Ucraina, formată numai din satul de reședință.

## Demografie
Componența lingvistică a comunei Staromișciîna
     Ucraineană (99,4%)
     Alte limbi (0,36%)
Conform recensământului din 2001, majoritatea populației comunei Staromișciîna era vorbitoare de ucraineană (99,4%), existând în minoritate și vorbitori de alte limbi.